# Макуньяга
Макуньяга, Макуньяґа (італ. Macugnaga, п'єм. Macugnaga) — муніципалітет в Італії, у регіоні П'ємонт,  провінція Вербано-Кузіо-Оссола.
Макуньяга розташована на відстані близько 580 км на північний захід від Рима, 105 км на північ від Турина, 45 км на захід від Вербанії.
Населення — 558 осіб (2014).
Щорічний фестиваль відбувається 15 серпня. Покровитель — Assunta.

## Демографія
Населення за роками:

Станом на 1 січня 2023 року в муніципалітеті офіційно проживало 10 іноземців з 7 країн, серед них 6 громадян країн Євросоюзу та 2 громадяни України.

## Сусідні муніципалітети
- Аланья-Вальсезія
- Каркофоро
- Чеппо-Мореллі
- Рима-Сан-Джузеппе
- Саас-Альмаджелль
- Церматт